# بيتر ولز هال
بيتر ولز هال (بالإنجليزية: Peter W. Hall)‏ هو محامي وقاضي أمريكي، ولد في 9 نوفمبر 1948 في هارتفورد في الولايات المتحدة.

## وصلات خارجية
- بيتر ولز هال على موقع إن إن دي بي (الإنجليزية)